# National Sorry Day
Der  National Sorry Day ist ein seit 1998 jährlich am 26. Mai begangener nichtamtlicher australischer Feiertag. Anlass ist die Zwangsadoption von ca. 35.000 Aborigineskindern durch die eingewanderten Australier zwischen 1920 und 1969 – die so genannte Gestohlenen Generationen (Stolen Generations).

## Geschichte
1997 veröffentlichte die Australische Menschenrechtskommission den Abschlussbericht Bringing Them Home—Report of the National Inquiry into the Separation of Aboriginal and Torres Strait Islander Children from Their Families. Man beschloss, der Aborigines mit einem Feiertag zu gedenken.
Im Jahr darauf wurde ein Ausschuss zu diesem Thema gegründet. Premierminister John Howard, der das Konzept nicht unterstützte, nahm daran nicht teil, was kritisiert wurde. Im gleichen Jahr wurde der National Sorry Day zum ersten Mal begangen.
Im Jahre 2005 wurde der Tag kurzfristig in National Day of Healing umbenannt, aber bereits im September wurde diese Umbenennung nach einem Beschluss des Ausschusses wieder zurückgenommen.
2007 wurde die Entschuldigung an den Ureinwohnern Australiens und die „Stolen Generations“ zu einem der zentralen Themen der Wahlkampagne zur Wahl des Bundes-Parlaments. Die Australian Labor Party und ihr Kandidat Kevin Rudd versprachen die nationale Entschuldigung in ihrer Kampagne; die Liberal Party of Australia des damaligen Premierministers John Howard setzte sich erneut dagegen ein. Nach dem Sieg der Labour Party am 24. November 2007 hielt der neugewählte Premierminister Kevin Rudd eine Entschuldigungsrede bei der Eröffnung des Parlaments am 13. Februar 2008.
Der Originaltext der Rede des Premierministers vor dem australischen Parlament am 13. Februar 2008 lautete:

“Today we honour the Indigenous peoples of this land, the oldest continuing cultures in human history.
We reflect on their past mistreatment.
We reflect in particular on the mistreatment of those who were stolen generations — this blemished chapter in our nation's history.
The time has now come for the nation to turn a new page in Australia's history by righting the wrongs of the past and so moving forward with confidence to the future.
We apologise for the laws and policies of successive parliaments and governments that have inflicted profound grief, suffering and loss on these, our fellow Australians.
We apologise especially for the removal of Aboriginal and Torres Strait Islander children from their families, their communities and their country.
For the pain, suffering and hurt of these stolen generations, their descendants and for their families left behind, we say sorry.
To the mothers and the fathers, the brothers and the sisters, for the breaking up of families and communities, we say sorry.
And for the indignity and degradation thus inflicted on a proud people and a proud culture, we say sorry.
We the Parliament of Australia respectfully request that this apology be received in the spirit in which it is offered as part of the healing of the nation.
For the future we take heart, resolving that this new page in the history of our great continent can now be written.
We today take this first step by acknowledging the past and laying claim to a future that embraces all Australians.
A future where this parliament resolves that the injustices of the past must never, never happen again.
A future where we harness the determination of all Australians, indigenous and non-indigenous, to close the gap that lies between us in life expectancy, educational achievement and economic opportunity.
A future where we embrace the possibility of new solutions to enduring problems where old approaches have failed.
A future based on mutual respect, mutual resolve and mutual responsibility.
A future where all Australians, whatever their origins, are truly equal partners, with equal opportunities and with an equal stake in shaping the next chapter in the history of this great country, Australia.”

Ins Deutsche übertragen bedeutet das:

„Heute ehren wir die Ureinwohner dieses Landes, die älteste noch existierende Kultur in der Geschichte der Menschheit.
Wir denken über ihre Misshandlung in der Vergangenheit nach.
Wir denken besonders über die Gestohlenen Generationen nach — dieses dunkle Kapitel in der Geschichte unseres Volkes.
Jetzt ist für unser Volk die Zeit gekommen, ein neues Kapitel in Australiens Geschichte aufzuschlagen, indem wir die Fehler der Vergangenheit verbessern und so mit Zuversicht in die Zukunft gehen.
Wir bitten um Entschuldigung für die Gesetze und Richtlinien einander folgender Parlamente und Regierungen, die ihnen, unseren australischen Mitbürgern, schwere Trauer, Leid und Verluste zugefügt haben.
Wir bitten um Entschuldigung dafür, dass die Kinder der Aborigines und der Torres-Strait-Insulaner ihren Familien, Gemeinschaften und ihrer Heimat weggenommen wurden.
Für den Schmerz und das Leid dieser Gestohlenen Generationen, ihrer Nachkommen und ihrer zurückgelassenen Familien, sagen wir Entschuldigung.
Den Müttern und Vätern, den Brüdern und Schwestern sagen wir Entschuldigung dafür, dass ihre Familien und Gemeinden auseinandergebrochen wurden.
Und für die Demütigung und Erniedrigung, die dadurch einem stolzen Volk und einer stolzen Kultur zugefügt wurden, sagen wir Entschuldigung.
Wir, das Parlament Australiens, bitten hochachtungsvoll, dass diese Entschuldigung in dem Geiste empfangen wird, in dem sie angeboten wird, als ein Teil der Heilung des Volkes.
Für die Zukunft nehmen wir uns zu Herzen, dafür zu sorgen, dass dieses neue Kapitel in der Geschichte dieses großartigen Kontinents geschrieben werden kann.
Heute machen wir den ersten Schritt, indem wir die Vergangenheit zugeben und Anspruch auf eine Zukunft erheben, die alle Australier miteinbezieht.
Eine Zukunft, in der dieses Parlament dafür sorgt, dass die Ungerechtigkeiten der Vergangenheit nie, nie wieder passieren dürfen.
Eine Zukunft, in der wir die Entschlossenheit aller Australier, ob eingeboren oder nicht, nutzen, um die Lücke zu schließen, die zwischen uns liegt in Lebenserwartung, Bildungsniveau und wirtschaftlichen Möglichkeiten.
Eine Zukunft, in der wir die Möglichkeit neuer Lösungen für alte Probleme miteinbeziehen, wo alte Ansätze gescheitert sind.
Eine Zukunft, die auf gegenseitigem Respekt, gegenseitigem Verständnis und gegenseitiger Verantwortlichkeit beruht.
Eine Zukunft, in der alle Australier, egal welchen Ursprungs, wirklich gleichwertige Partner sind, mit gleichen Möglichkeiten und mit einem gleichen Anteil am Gestalten des nächsten Kapitels der Geschichte dieses großartigen Landes, Australiens.“

Diese lang erwartete Entschuldigung wurde von dem größten Teil der Bevölkerung mit Freude und Stolz begrüßt und bedeutet den Anfang einer neuen Ära in der sozialen und kulturellen Geschichte Australiens. Dennoch wurden im Rahmen der Entschuldigung keine Versprechung über die Zahlung von Schmerzensgeldern an die Opfer der Stolen Generations gemacht.